# Darja Čančíková
Darja Čančíková roz. Bogdanova (* 1982 Vidnoje, Moskevská oblast) je výtvarnice a knižní ilustrátorka.

## Biografie
Vystudovala Vysokou školu uměleckoprůmyslovou v Praze, ateliér Ilustrace a grafiky (nejprve pod vedením prof. Jiřího Šalamouna, později Juraje Horvátha). Věnuje se především knižní ilustraci, tvorbě autorských knih, volné grafice, malbě i grafickému designu. Je zakládající členkou sdružení grafiků a ilustrátorů – tvůrců autorských knih KOPR. Její knihy jsou opakovaně oceňovány v prestižních soutěžích Nejkrásnější české knihy roku (2007 – 2. místo, 2006 – 3. místo, 2005 – 3. místo, 2004 – 2. místo) a Grafika roku (2006 – 1. místo, 2005 – čestné uznání). Žije a pracuje v Praze.

### Autorské knihy
- Bouillabaisse
- Snítky
- Laddugandy
- Tigmotaxe
- Deník istanbulského holiče
- Cesta-necesta horkým létem
- Ruská přísloví

### Sborníky
- Máslo, Koprbooks.org 2008
- Jukebox, komiksový sborník 2008
- Česko-kanadský komiksový sborník, 2007